# Palmas (Franciaország)
Palmas korábbi község Franciaország Okcitánia régiójában, Aveyron megyében. Lakosainak száma 362 fő (2018. január 1.). Palmas Bertholène, Coussergues, Cruéjouls, Gaillac-d’Aveyron, Laissac és Sévérac-l’Église községekkel határos.
2016. január 1-jén Coussergues és Cruéjouls korábbi községgel egyesült és az így létrejött Palmas d’Aveyron új község része lett.

## Népesség
A település népessége az elmúlt években az alábbi módon változott:
| Lakosok száma | 221  | 214  | 216  | 214  | 278  | 287  | 340  | 371  | 412  | 362  |
|               | 1962 | 1968 | 1982 | 1990 | 2006 | 2008 | 2013 | 2015 | 2017 | 2018 |